# Compromisso do Missouri

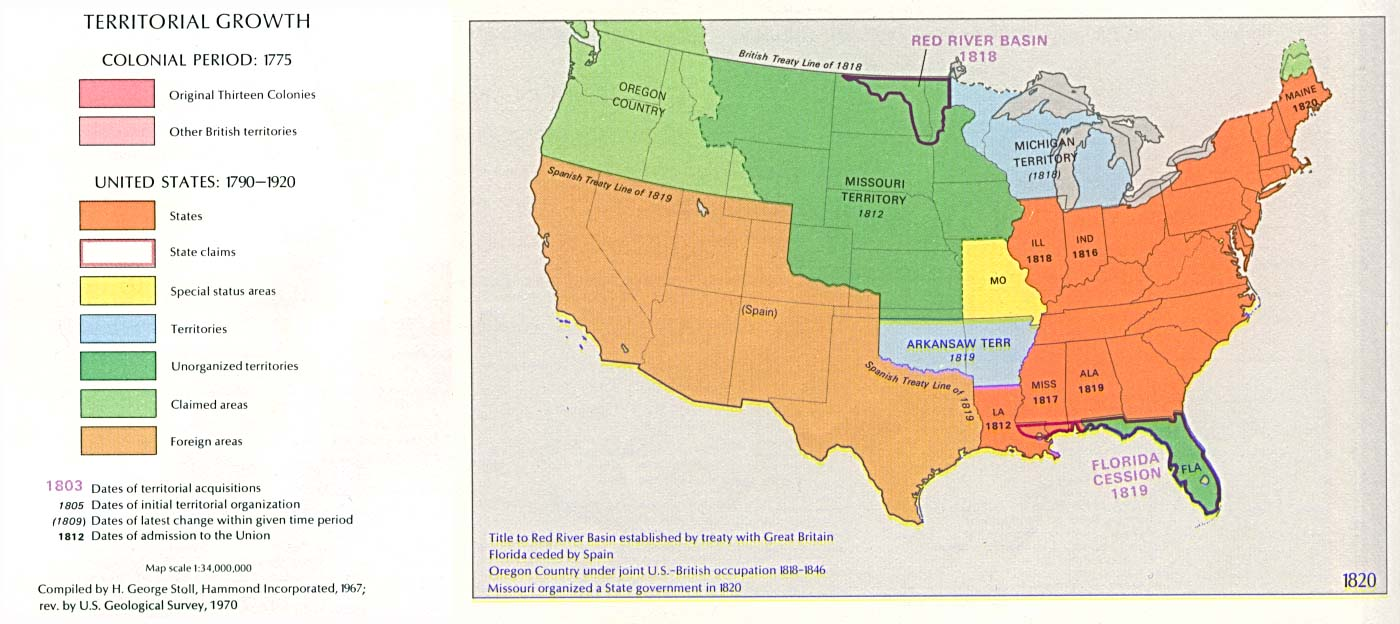
Os Estados Unidos em 1820. O Compromisso do Missouri proibia a escravatura no território não-organizado das Great Plains (verde escuro) e permitia-a no Missouri (amarelo) e no Território do Arkansas (azul claro, a sul).

O Compromisso de Missouri, também chamado de Compromissos de 1820, foi um acordo aprovado em 1820, entre grupos pró-escravatura e pró-abolicionistas nos Estados Unidos, envolvendo primariamente a regulação do trabalho escravo nos territórios do oeste.
Enquanto os estados do sul, de clima mais quente, tinham sua economia fortemente centrada na agricultura e portanto com grande número de mão-de-obra escrava, os nortistas tinham uma formação mais baseada no comércio, indústria e numa agricultura não escravocrata que, com o tempo, foi acelerando as diferenças de interesses entre ambas as regiões, também perceptível pela origem dos imigrantes que os povoaram: ao norte de maioria protestante (ingleses, alemães) e ao sul de maioria católica (latinos) e o compromisso veio a consagrar a divisão, proibindo a escravidão acima do Paralelo 36o30' Norte.
Com a expansão territorial do país no continente o estado então recém-conquistado da Califórnia fez um pedido para integrar os não-escravistas, apesar de situar-se abaixo do paralelo 36,5 N, obtendo judicialmente decisão favorável; isto leva, em 1850, à celebração do Compromisso Clay, que dava aos cidadãos de cada estado o direito de decidir como lidar com a questão escravocrata.